# Blanzée
Blanzée település Franciaországban, Meuse megyében. Lakosainak száma 13 fő (2022. január 1.). Blanzée Châtillon-sous-les-Côtes, Grimaucourt-en-Woëvre, Moranville és Moulainville községekkel határos.

## Népesség
A település népességének változása:
| Lakosok száma | 19   | 19   | 22   | 18   | 19   | 18   | 16   | 13   | 13   | 13   |
|               | 1968 | 1982 | 1990 | 2006 | 2013 | 2015 | 2017 | 2019 | 2020 | 2022 |